# Ogma (gwiazda)
Ogma (HD 149026) – żółty podolbrzym oddalony w przybliżeniu o około 257 lat świetlnych od Ziemi, znajdujący się w gwiazdozbiorze Herkulesa. Gwiazda ta nie jest widoczna gołym okiem. W roku 2005 odkryto i potwierdzono istnienie planety krążącej wokół tej gwiazdy w średniej odległości 0,04288 j.a.

## Nazwa
Nazwa własna gwiazdy, Ogma, nie jest nazwą tradycyjną, lecz została wyłoniona w publicznym konkursie w 2015 roku. Wywodzi się ona od Ogmy, bóstwa pisma i elokwencji z mitologii celtyckiej. Nazwy te zaproponował Club d'Astronomie de Toussaint (Francja). Nazwa HD 149026 jest oznaczeniem gwiazdy w katalogu Henry’ego Drapera.

## Gwiazda
Gwiazda ta ma większą masę, jest większa i jaśniejsza od Słońca. Większa masa powoduje, że mimo młodszego wieku (2 miliardy lat) znajduje się obecnie na dalszym etapie ewolucji. Synteza termojądrowa wodoru w hel w jądrze gwiazdy zbliża się do końca i zaczyna ona ewoluować w czerwonego olbrzyma. W gwieździe znajduje się ponad 2 razy więcej pierwiastków cięższych od helu w porównaniu do Słońca. Prawdopodobnie w dysku protoplanetarnym wokół gwiazdy także było więcej ciężkich pierwiastków, z których mogły powstać planety o rozmiarach podobnych do Ziemi. Z tego powodu i ze względu na jej stosunkowo dużą jasność, grupa astronomów z N2K Consortium rozpoczęła badania gwiazdy.

## System planetarny
W 2005 odkryto nietypową planetę krążącą wokół gwiazdy. Planeta ta, nazwana w 2015 roku Smertrios, została odkryta dzięki temu że przechodzi przed tarczą gwiazdy. To pozwala na zmierzenie jej średnicy. Okazało się, że jest mniejsza od innych znanych planet tranzytujących, pomimo że planeta ta krąży bardzo blisko swojej gwiazdy. Oznacza to, że jest ona niezwykle gęsta; prawdopodobnie posiada bardzo duże jądro. Temperatura tego gazowego olbrzyma została obliczona na 2040 °C, w związku z czym planeta wydziela bardzo dużo ciepła w postaci promieniowania w podczerwieni.